# Rạch Tây Ninh
Rạch Tây Ninh là một phụ lưu của sông Vàm Cỏ Đông trên địa bàn tỉnh Tây Ninh, Việt Nam. Rạch này dài 10,267 km, chảy theo hướng Bắc – Nam và đổ ra sông Vàm Cỏ Đông tại xã Thanh Điền, huyện Châu Thành (gần cầu Gò Chai). Nguồn nước của rạch chủ yếu đến từ ba dòng suối chính là suối Vàng, suối Trà Phí và suối Vườn Điều (suối Lâm Vồ).